# 米川明彦
米川 明彦（よねかわ あきひこ、1955年（昭和30年）1月23日 - ）は、日本の日本語学者、神学者。梅花女子大学教授。茨木キリスト福音教会教師。茨木市人権センター評議員。新村出記念財団評議員。専門は俗語・聖書・手話研究。

## 人物
三重県出身。1985年（昭和60年）大阪大学大学院文学研究科博士課程修了、「手話言語の記述的研究」で学術博士を取得。1982年（昭和57年）文学部助手となり、1985年（昭和60年）に梅花女子大学講師、1987年（昭和62年）助教授、1994年（平成6年）教授。1998年（平成10年）「日本語‐手話辞典」で新村出賞受賞。

## 著書

### 単著
- 『手話言語の記述的研究』（明治書院、1984年）
- 『新語と流行語』（南雲堂 (叢書・ことばの世界)　1989年）
- 『役に立つ話しことば辞典』（Jeff Garrison訳 講談社インターナショナル）
- 『現代若者ことば考』（丸善ライブラリー、1996年）
- 『若者ことば辞典』（東京堂出版、1997年）
- 『読んでニンマリ男と女の流行語』（小学館ジェイブックス、1998年）
- 『若者語を科学する』（明治書院、1998年）
- 『礼拝とは 神の御業への応答』（新生宣教団、1998年）
- 『使徒信条と主の祈り』（新生宣教団、2000年）
- 『手話ということば もう一つの日本の言語』（PHP新書、2002年）
- 『これも日本語!あれもニホン語?』（日本放送出版協会、2006年）
- 『集団語の研究』上巻（東京堂出版、2009年）
- 『ことば観察にゅうもん』（福音館書店(たくさんのふしぎ傑作集) 2010年）
- 『俗語発掘記 消えたことば辞典』（講談社選書メチエ、2016年）
- 『俗語入門 俗語はおもしろい!』（朝倉書店、2017年）
- 『ことばが消えたワケ 時代を読み解く俗語の世界』（朝倉書店、2018年）
- 『平成の新語・流行語辞典』（東京堂出版、2019年）
- 『聖書から出た日本語100』（いのちのことば社、2022年）
- 『みことばを深く読むために はじめての聖書解釈』（いのちのことば社、2024年）

### 編著
- 『女子大生からみた老人語辞典』（編）（文理閣、1995年）
- 『集団語辞典』（編）（東京堂出版、2000年）
- 『業界用語辞典』（編）（東京堂出版、2001年）
- 『明治・大正・昭和の新語・流行語辞典』（編著）（三省堂、2002年）
- 『毎日携帯して覚えたいテーマ別暗唱聖句100』（編著）（新生宣教団、2002年）
- 『日本俗語大辞典』（編）（東京堂出版、2003年）

### 共編著
- 『日本語慣用句辞典』（大谷伊都子共編、東京堂出版、2005年）
- 『NHKみんなの手話 2005』（井崎哲也共著、日本放送出版協会、2005年）

## 参考
- 米川 明彦 | 研究者情報 | J-GLOBAL 科学技術総合リンクセンター
- 梅花女子大学